# Stanley-Cup-Playoffs 1975
Die Playoffs um den Stanley Cup des Jahres 1975 begannen am 8. April 1975 und endeten am 27. Mai 1975 mit dem 4:2-Erfolg der Philadelphia Flyers über die Buffalo Sabres. Die Flyers errangen damit ihren zweiten Titel in Folge, zugleich allerdings auch ihren vorerst letzten. Zudem gewann ihr Torhüter Bernie Parent wie bereits im Vorjahr die Conn Smythe Trophy als Most Valuable Player und wurde damit zum ersten Spieler, der diese Auszeichnung zweimal in Serie erhielt; nach ihm gelang dies bisher nur Mario Lemieux und Sidney Crosby. Darüber hinaus stellte Philadelphia in Person von Rick MacLeish den besten Scorer dieser post-season. Die unterlegenen Sabres hingegen bestritten ihr erstes Stanley-Cup-Finale und sorgten gemeinsam mit den Flyers für das erste Endspiel der Ligahistorie, an dem kein Team der Original Six teilnahm.
Unterdessen gelang es den New York Islanders als zweitem Team der NHL-Geschichte nach den Toronto Maple Leafs im Jahre 1942, einen 0:3-Rückstand in einer Serie noch in einen 4:3-Sieg umzuwandeln. Diesen Erfolg aus dem Viertelfinale gegen die Pittsburgh Penguins hätten sie im anschließenden Halbfinale fast wiederholt, unterlagen aber im entscheidenden siebten Spiel dem späteren Titelträger aus Philadelphia. Ferner gingen die Playoffs 1975 mit einem deutlich veränderten Modus einher, so qualifizierten sich fortan zwölf statt acht Mannschaften.

## Modus
Die zwölf für die Playoffs qualifizierten Teams wurden entsprechend ihrer Leistung in der regulären Saison (meiste Punkte; bei Gleichstand meiste Siege) auf der Setzliste platziert. Dabei waren allerdings die vier Divisionssieger per Freilos für das Viertelfinale gesetzt, während die übrigen acht Teilnehmer eine Vorrunde ausspielten. In allen Runden wurden die Paarungen durch die Setzliste bestimmt, so traf jeweils die am höchsten gesetzte auf die am niedrigsten gesetzte Mannschaft, die Nummer zwei auf das vorletzte Team usw.
Die Serien der Vorrunde wurden im Best-of-Three-, die Serien aller folgenden Runden im Best-of-Seven-Modus ausgespielt, das heißt, dass ein Team ab dem Viertelfinale vier Siege zum Weiterkommen benötigte; in der ersten Runde nur zwei. Das höher gesetzte Team hatte dabei – ab der zweiten Runde – in den ersten beiden Spielen Heimrecht, die nächsten beiden das gegnerische Team. Sollte bis dahin kein Sieger aus der Runde hervorgegangen sein, wechselte das Heimrecht von Spiel zu Spiel. So hatte die höher gesetzte Mannschaft in den Spielen 1, 2, 5 und 7, also vier der maximal sieben Spiele, einen Heimvorteil. In der Vorrunde wechselte das Heimrecht dagegen von Spiel zu Spiel.
Bei Spielen, die nach der regulären Spielzeit von 60 Minuten unentschieden blieben, folgte die Overtime. Sie endete durch das erste erzielte Tor (Sudden Death).

## Qualifizierte Teams
| - (1) Philadelphia Flyers D - (2) Buffalo Sabres D - (3) Canadiens de Montréal D - (4) Los Angeles Kings - (5) Boston Bruins - (6) Pittsburgh Penguins | - (7) New York Rangers - (8) New York Islanders - (9) Vancouver Canucks D - (10) St. Louis Blues - (11) Chicago Black Hawks - (12) Toronto Maple Leafs |

Legende:

## Playoff-Baum
|  | Vorrunde                                                              | Vorrunde              | Vorrunde       |   | Viertelfinale         | Viertelfinale | Viertelfinale |  | Halbfinale | Halbfinale | Halbfinale |  |  | Stanley-Cup-Finale | Stanley-Cup-Finale | Stanley-Cup-Finale |
|  |                                                                       |                       |                |   |                       |               |               |  |            |            |            |  |  |                    |                    |                    |
|  | 1                                                                     | Philadelphia Flyers   |                |   |                       |               |               |  |            |            |            |  |  |                    |                    |                    |
|  |                                                                       | Freilos               |                |   |                       |               |               |  |            |            |            |  |  |                    |                    |                    |
|  | 1                                                                     | Philadelphia Flyers   | 4              |   |                       |               |               |  |            |            |            |  |  |                    |                    |                    |
|  | 1                                                                     | Philadelphia Flyers   | 4              |   |                       |               |               |  |            |            |            |  |  |                    |                    |                    |
|  | 12                                                                    | Toronto Maple Leafs   | 0              |   |                       |               |               |  |            |            |            |  |  |                    |                    |                    |
|  | 12                                                                    | Toronto Maple Leafs   | 0              | 2 | Buffalo Sabres        |               |               |  |            |            |            |  |  |                    |                    |                    |
|  |                                                                       |                       |                | 2 | Buffalo Sabres        |               |               |  |            |            |            |  |  |                    |                    |                    |
|  |                                                                       | Freilos               |                |   |                       |               |               |  |            |            |            |  |  |                    |                    |                    |
|  | 1                                                                     | Philadelphia Flyers   | 4              |   |                       |               |               |  |            |            |            |  |  |                    |                    |                    |
|  | 1                                                                     | Philadelphia Flyers   | 4              |   |                       |               |               |  |            |            |            |  |  |                    |                    |                    |
|  | 8                                                                     | New York Islanders    | 3              |   |                       |               |               |  |            |            |            |  |  |                    |                    |                    |
|  | 8                                                                     | New York Islanders    | 3              | 3 | Canadiens de Montréal |               |               |  |            |            |            |  |  |                    |                    |                    |
|  |                                                                       |                       |                | 3 | Canadiens de Montréal |               |               |  |            |            |            |  |  |                    |                    |                    |
|  |                                                                       | Freilos               |                |   |                       |               |               |  |            |            |            |  |  |                    |                    |                    |
|  | 2                                                                     | Buffalo Sabres        | 4              |   |                       |               |               |  |            |            |            |  |  |                    |                    |                    |
|  | 2                                                                     | Buffalo Sabres        | 4              |   |                       |               |               |  |            |            |            |  |  |                    |                    |                    |
|  | 11                                                                    | Chicago Black Hawks   | 1              |   |                       |               |               |  |            |            |            |  |  |                    |                    |                    |
|  | 11                                                                    | Chicago Black Hawks   | 1              | 4 | Los Angeles Kings     | 1             |               |  |            |            |            |  |  |                    |                    |                    |
|  |                                                                       |                       |                | 4 | Los Angeles Kings     | 1             |               |  |            |            |            |  |  |                    |                    |                    |
|  | 12                                                                    | Toronto Maple Leafs   | 2              |   |                       |               |               |  |            |            |            |  |  |                    |                    |                    |
|  | 12                                                                    | Toronto Maple Leafs   | 2              | 1 | Philadelphia Flyers   | 4             |               |  |            |            |            |  |  |                    |                    |                    |
|  | (Die Teams wurden nach der ersten und der zweiten Runde neu gesetzt.) |                       |                | 1 | Philadelphia Flyers   | 4             |               |  |            |            |            |  |  |                    |                    |                    |
|  |                                                                       | 2                     | Buffalo Sabres | 2 |                       |               |               |  |            |            |            |  |  |                    |                    |                    |
|  | 5                                                                     | 2                     | Buffalo Sabres | 2 | Boston Bruins         | 1             |               |  |            |            |            |  |  |                    |                    |                    |
|  | 5                                                                     |                       |                |   | Boston Bruins         | 1             |               |  |            |            |            |  |  |                    |                    |                    |
|  | 11                                                                    | Chicago Black Hawks   | 2              |   |                       |               |               |  |            |            |            |  |  |                    |                    |                    |
|  | 11                                                                    | Chicago Black Hawks   | 2              | 3 | Canadiens de Montréal | 4             |               |  |            |            |            |  |  |                    |                    |                    |
|  |                                                                       |                       |                | 3 | Canadiens de Montréal | 4             |               |  |            |            |            |  |  |                    |                    |                    |
|  | 9                                                                     | Vancouver Canucks     | 1              |   |                       |               |               |  |            |            |            |  |  |                    |                    |                    |
|  | 9                                                                     | Vancouver Canucks     | 1              | 6 | Pittsburgh Penguins   | 2             |               |  |            |            |            |  |  |                    |                    |                    |
|  |                                                                       |                       |                | 6 | Pittsburgh Penguins   | 2             |               |  |            |            |            |  |  |                    |                    |                    |
|  | 10                                                                    | St. Louis Blues       | 0              |   |                       |               |               |  |            |            |            |  |  |                    |                    |                    |
|  | 10                                                                    | St. Louis Blues       | 0              | 2 | Buffalo Sabres        | 4             |               |  |            |            |            |  |  |                    |                    |                    |
|  |                                                                       |                       |                |   |                       |               |               |  |            |            |            |  |  |                    |                    |                    |
|  | 3                                                                     | Canadiens de Montréal | 2              |   |                       |               |               |  |            |            |            |  |  |                    |                    |                    |
|  | 3                                                                     | Canadiens de Montréal | 2              | 7 | New York Rangers      | 1             |               |  |            |            |            |  |  |                    |                    |                    |
|  |                                                                       |                       |                | 7 | New York Rangers      | 1             |               |  |            |            |            |  |  |                    |                    |                    |
|  | 8                                                                     | New York Islanders    | 2              |   |                       |               |               |  |            |            |            |  |  |                    |                    |                    |
|  | 8                                                                     | New York Islanders    | 2              | 6 | Pittsburgh Penguins   | 3             |               |  |            |            |            |  |  |                    |                    |                    |
|  |                                                                       |                       |                | 6 | Pittsburgh Penguins   | 3             |               |  |            |            |            |  |  |                    |                    |                    |
|  | 8                                                                     | New York Islanders    | 4              |   |                       |               |               |  |            |            |            |  |  |                    |                    |                    |
|  | 8                                                                     | New York Islanders    | 4              | 9 | Vancouver Canucks     |               |               |  |            |            |            |  |  |                    |                    |                    |
|  |                                                                       |                       |                | 9 | Vancouver Canucks     |               |               |  |            |            |            |  |  |                    |                    |                    |
|  |                                                                       | Freilos               |                |   |                       |               |               |  |            |            |            |  |  |                    |                    |                    |

## Vorrunde

### (4) Los Angeles Kings – (12) Toronto Maple Leafs
| 8. April 1975 | Los Angeles Kings Bob Berry (14:31) Gene Carr (36:25) Mike Murphy (68:53) | 3:2 n. V. (1:1, 1:0, 0:1, 1:0) Spielbericht Stand: 1:0 | Toronto Maple Leafs Blaine Stoughton (15:40) Ron Ellis (58:30) | The Forum, Inglewood, Kalifornien Zuschauer: 12.426 |

| 10. April 1975 | Toronto Maple Leafs Darryl Sittler (10:25) Dave Dunn (48:45) Blaine Stoughton (70:19) | 3:2 n. V. (1:0, 0:1, 1:1, 1:0) Spielbericht Stand: 1:1 | Los Angeles Kings Mike Murphy (30:45) Mike Murphy (44:05) | Maple Leaf Gardens, Toronto, Ontario Zuschauer: 16.485 |

| 11. April 1975 | Los Angeles Kings Don Kozak (53:09) | 1:2 (0:1, 0:1, 1:0) Spielbericht Stand: 1:2 | Toronto Maple Leafs George Ferguson (4:55) Inge Hammarström (34:34) | The Forum, Inglewood, Kalifornien Zuschauer: 16.005 |

### (5) Boston Bruins – (11) Chicago Black Hawks
| 8. April 1975 | Boston Bruins Johnny Bucyk (8:38) Carol Vadnais (15:03) André Savard (15:12) Phil Esposito (30:39) Gregg Sheppard (36:01) Gregg Sheppard (36:50) Phil Esposito (41:29) Phil Esposito (51:03) | 8:2 (3:0, 3:0, 2:2) Spielbericht Stand: 1:0 | Chicago Black Hawks Dick Redmond (44:20) John Marks (59:59) | Boston Garden, Boston, Massachusetts Zuschauer: 14.726 |

| 10. April 1975 | Chicago Black Hawks Ivan Boldirev (3:15) Stan Mikita (14:37) Dale Tallon (35:39) Ivan Boldirev (67:33) | 4:3 n. V. (2:0, 1:2, 0:1, 1:0) Spielbericht Stand: 1:1 | Boston Bruins Don Marcotte (24:35) Ken Hodge (33:32) Bobby Orr (41:31) | Chicago Stadium, Chicago, Illinois Zuschauer: 17.500 |

| 11. April 1975 | Boston Bruins Bobby Schmautz (27:16) Hank Nowak (29:32) Gregg Sheppard (38:58) Phil Esposito (55:55) | 4:6 (0:2, 3:3, 1:1) Spielbericht Stand: 1:2 | Chicago Black Hawks Keith Magnuson (1:26) Cliff Koroll (19:13) J. P. Bordeleau (22:27) Cliff Koroll (35:34) John Marks (38:24) J. P. Bordeleau (51:27) | Boston Garden, Boston, Massachusetts Zuschauer: 15.003 |

### (6) Pittsburgh Penguins – (10) St. Louis Blues
| 8. April 1975 | Pittsburgh Penguins J. Bob Kelly (39:45) Chuck Arnason (43:45) Chuck Arnason (49:57) Pierre Larouche (57:29) | 4:3 (0:2, 1:0, 3:1) Spielbericht Stand: 1:0 | St. Louis Blues Claude Larose (12:21) Wayne Merrick (17:19) Garry Unger (40:54) | Civic Arena, Pittsburgh, Pennsylvania Zuschauer: 13.217 |

| 10. April 1975 | St. Louis Blues Red Berenson (3:12) Bill Collins (9:57) Larry Sacharuk (21:26) | 3:5 (2:2, 1:1, 0:2) Spielbericht Stand: 0:2 | Pittsburgh Penguins Jean Pronovost (5:16) Ron Stackhouse (17:56) Syl Apps (34:47) Colin Campbell (44:33) Vic Hadfield (56:12) | St. Louis Arena, St. Louis, Missouri Zuschauer: 18.008 |

### (7) New York Rangers – (8) New York Islanders
| 8. April 1975 | New York Rangers Brad Park (28:11) Pete Stemkowski (39:25) | 2:3 (0:0, 2:0, 0:3) Spielbericht Stand: 0:1 | New York Islanders Billy Harris (45:00) Jean Potvin (51:51) Clark Gillies (53:30) | Madison Square Garden, New York City, New York Zuschauer: 17.250 |

| 10. April 1975 | New York Islanders Jean-Paul Parisé (8:29) Bert Marshall (37:15) Jean Potvin (45:34) | 3:8 (1:4, 1:3, 1:1) Spielbericht Stand: 1:1 | New York Rangers Jean Ratelle (3:29) Bill Fairbairn (6:10) Bill Fairbairn (7:01) Ron Harris (10:56) Steve Vickers (22:20) Jerry Butler (29:58) Walt Tkaczuk (37:51) Rod Gilbert (42:37) | Nassau Veterans Memorial Coliseum, Uniondale, New York Zuschauer: 14.865 |

| 11. April 1975 | New York Rangers Bill Fairbairn (44:44) Bill Fairbairn (53:27) Steve Vickers (53:41) | 3:4 n. V. (0:1, 0:2, 3:0, 0:1) Spielbericht Stand: 1:2 | New York Islanders Clark Gillies (16:00) Denis Potvin (28:26) Denis Potvin (32:51) Jean-Paul Parisé (60:11) | Madison Square Garden, New York City, New York Zuschauer: 17.500 |

## Viertelfinale

### (1) Philadelphia Flyers – (12) Toronto Maple Leafs
| 13. April 1975 | Philadelphia Flyers Rick MacLeish (5:50) Rick MacLeish (10:21) Bill Barber (49:25) Reggie Leach (51:46) Jimmy Watson (26:55) Rick MacLeish (59:53) | 6:3 (2:0, 0:3, 4:0) Spielbericht Stand: 1:0 | Toronto Maple Leafs Tiger Williams (31:40) Blaine Stoughton (38:56) Darryl Sittler (39:31) | The Spectrum, Philadelphia, Pennsylvania Zuschauer: 17.077 |

| 15. April 1975 | Philadelphia Flyers André Dupont (23:35) Terry Crisp (24:36) Terry Crisp (45:12) | 3:0 (0:0, 2:0, 1:0) Spielbericht Stand: 2:0 | Toronto Maple Leafs | The Spectrum, Philadelphia, Pennsylvania Zuschauer: 16.005 |

| 17. April 1975 | Toronto Maple Leafs | 0:2 (0:1, 0:1, 0:0) Spielbericht Stand: 0:3 | Philadelphia Flyers Gary Dornhoefer (3:08) Rick MacLeish (21:59) | Maple Leaf Gardens, Toronto, Ontario Zuschauer: 16.485 |

| 19. April 1975 | Toronto Maple Leafs Blaine Stoughton (2:47) Ron Ellis (11:17) Ron Ellis (53:23) | 3:4 n. V. (2:2, 0:1, 1:0, 0:1) Spielbericht Stand: 0:4 | Philadelphia Flyers Reggie Leach (3:38) Reggie Leach (15:48) Bill Barber (28:22) André Dupont (61:45) | Maple Leaf Gardens, Toronto, Ontario Zuschauer: 16.485 |

### (2) Buffalo Sabres – (11) Chicago Black Hawks
| 13. April 1975 | Buffalo Sabres Danny Gare (2:11) Gilbert Perreault (14:35) Fred Stanfield (17:25) Rick Martin (58:30) | 4:1 (3:0, 0:1, 1:0) Spielbericht Stand: 1:0 | Chicago Black Hawks Ivan Boldirev (34:22) | Buffalo Memorial Auditorium, Buffalo, New York Zuschauer: 15.863 |

| 15. April 1975 | Buffalo Sabres Danny Gare (1:35) Rick Dudley (9:59) Rick Dudley (15:09) | 3:1 (3:1, 0:0, 0:0) Spielbericht Stand: 2:0 | Chicago Black Hawks Stan Mikita (0:51) | Buffalo Memorial Auditorium, Buffalo, New York Zuschauer: 15.863 |

| 17. April 1975 | Chicago Black Hawks Grant Mulvey (1:26) Ivan Boldirev (5:20) Dick Redmond (14:43) Cliff Koroll (35:38) Stan Mikita (62:31) | 5:4 n. V. (3:2, 1:1, 0:1, 1:0) Spielbericht Stand: 1:2 | Buffalo Sabres Rick Martin (5:00) Gilbert Perreault (11:57) Don Luce (28:37) Jim Schoenfeld (48:23) | Chicago Stadium, Chicago, Illinois Zuschauer: 17.500 |

| 20. April 1975 | Chicago Black Hawks Grant Mulvey (14:17) Phil Russell (48:35) | 2:6 (1:0, 0:1, 1:5) Spielbericht Stand: 1:3 | Buffalo Sabres Peter McNab (20:30) Jim Lorentz (40:17) Rick Martin (41:47) René Robert (45:42) Danny Gare (50:51) Gilbert Perreault (54:59) | Chicago Stadium, Chicago, Illinois Zuschauer: 19.000 |

| 22. April 1975 | Buffalo Sabres Craig Ramsay (38:48) René Robert (41:16) Jim Lorentz (55:54) | 3:1 (0:1, 1:0, 2:0) Spielbericht Stand: 4:1 | Chicago Black Hawks Pit Martin (18:51) | Buffalo Memorial Auditorium, Buffalo, New York Zuschauer: 15.863 |

### (3) Canadiens de Montréal – (9) Vancouver Canucks
| 13. April 1975 | Canadiens de Montréal Guy Lapointe (9:02) Guy Lapointe (12:17) Guy Lafleur (29:29) Yvan Cournoyer (33:34) Guy Lafleur (51:04) Steve Shutt (57:21) | 6:2 (2:2, 2:0, 2:0) Spielbericht Stand: 1:0 | Vancouver Canucks Paulin Bordeleau (15:40) Gerry O’Flaherty (17:24) | Forum de Montréal, Montréal, Québec Zuschauer: 16.461 |

| 15. April 1975 | Canadiens de Montréal Doug Risebrough (32:39) | 1:2 (0:0, 1:1, 0:1) Spielbericht Stand: 1:1 | Vancouver Canucks Gerry O’Flaherty (35:08) Garry Monahan (53:46) | Forum de Montréal, Montréal, Québec Zuschauer: 16.470 |

| 17. April 1975 | Vancouver Canucks John Gould (3:15) | 1:4 (1:0, 0:3, 0:1) Spielbericht Stand: 1:2 | Canadiens de Montréal Jim Roberts (23:56) Bob Gainey (35:06) Jacques Lemaire (39:28) Guy Lafleur (46:34) | Pacific Coliseum, Vancouver, British Columbia Zuschauer: 15.570 |

| 19. April 1975 | Vancouver Canucks | 0:4 (0:0, 0:2, 0:2) Spielbericht Stand: 1:3 | Canadiens de Montréal Guy Lafleur (24:06) Yvan Cournoyer (36:38) Pete Mahovlich (47:35) Serge Savard (54:17) | Pacific Coliseum, Vancouver, British Columbia Zuschauer: 15.570 |

| 22. April 1975 | Canadiens de Montréal Pete Mahovlich (21:40) Yvan Cournoyer (24:21) Pete Mahovlich (48:09) Guy Lapointe (50:54) Guy Lafleur (77:06) | 5:4 n. V. (0:1, 2:2, 2:1, 1:0) Spielbericht Stand: 4:1 | Vancouver Canucks John Gould (5:32) Paulin Bordeleau (25:45) André Boudrias (30:38) Bob Dailey (45:36) | Forum de Montréal, Montréal, Québec Zuschauer: 16.461 |

### (6) Pittsburgh Penguins – (8) New York Islanders
| 13. April 1975 | Pittsburgh Penguins Vic Hadfield (2:05) Ron Stackhouse (10:59) Pete Laframboise (14:52) J. Bob Kelly (40:36) Dave Burrows (44:44) | 5:4 (3:1, 0:1, 2:2) Spielbericht Stand: 1:0 | New York Islanders André St. Laurent (16:05) Bob Bourne (32:10) Jean-Paul Parisé (46:52) Jean-Paul Parisé (57:47) | Civic Arena, Pittsburgh, Pennsylvania Zuschauer: 13.404 |

| 15. April 1975 | Pittsburgh Penguins Jean Pronovost (20:24) Lowell MacDonald (29:30) Lowell MacDonald (54:51) | 3:1 (0:0, 2:0, 1:1) Spielbericht Stand: 2:0 | New York Islanders Clark Gillies (55:34) | Civic Arena, Pittsburgh, Pennsylvania Zuschauer: 13.404 |

| 17. April 1975 | New York Islanders Ed Westfall (27:26) Jude Drouin (41:17) Bert Marshall (57:41) Jude Drouin (59:08) | 4:6 (0:2, 1:1, 3:3) Spielbericht Stand: 0:3 | Pittsburgh Penguins Jean Pronovost (4:12) J. Bob Kelly (7:26) J. Bob Kelly (23:25) Vic Hadfield (50:31) Syl Apps (58:15) Lowell MacDonald (59:48) | Nassau Veterans Memorial Coliseum, Uniondale, New York Zuschauer: 14.865 |

| 20. April 1975 | New York Islanders André St. Laurent (3:48) Clark Gillies (46:16) Jean-Paul Parisé (46:55) | 3:1 (1:0, 0:1, 2:0) Spielbericht Stand: 1:3 | Pittsburgh Penguins J. Bob Kelly (28:18) | Nassau Veterans Memorial Coliseum, Uniondale, New York Zuschauer: 14.865 |

| 22. April 1975 | Pittsburgh Penguins Vic Hadfield (28:14) Lowell MacDonald (57:06) | 2:4 (0:2, 1:1, 1:1) Spielbericht Stand: 3:2 | New York Islanders Billy Harris (2:11) Ralph Stewart (5:24) Ed Westfall (31:47) Jude Drouin (59:30) | Civic Arena, Pittsburgh, Pennsylvania Zuschauer: 13.404 |

| 24. April 1975 | New York Islanders Ralph Stewart (24:07) Garry Howatt (35:16) Ed Westfall (59:34) Garry Howatt (59:59) | 4:1 (0:0, 2:1, 2:0) Spielbericht Stand: 3:3 | Pittsburgh Penguins Pierre Larouche (24:56) | Nassau Veterans Memorial Coliseum, Uniondale, New York Zuschauer: 14.865 |

| 26. April 1975 | Pittsburgh Penguins | 0:1 (0:0, 0:0, 0:1) Spielbericht Stand: 3:4 | New York Islanders Ed Westfall (54:42) | Civic Arena, Pittsburgh, Pennsylvania Zuschauer: 13.404 |

## Halbfinale

### (1) Philadelphia Flyers – (8) New York Islanders
| 29. April 1975 | Philadelphia Flyers Don Saleski (6:04) Bill Barber (22:39) Bobby Clarke (38:19) Rick MacLeish (41:34) | 4:0 (1:0, 2:0, 1:0) Spielbericht Stand: 1:0 | New York Islanders | The Spectrum, Philadelphia, Pennsylvania Zuschauer: 17.007 |

| 1. Mai 1975 | Philadelphia Flyers Gary Dornhoefer (3:13) Reggie Leach (7:38) Tom Bladon (9:50) Bill Barber (20:58) Bobby Clarke (62:56) | 5:4 n. V. (3:1, 1:1, 0:2, 1:0) Spielbericht Stand: 2:0 | New York Islanders Denis Potvin (5:34) Jean-Paul Parisé (32:22) Jean-Paul Parisé (53:46) Denis Potvin (54:00) | The Spectrum, Philadelphia, Pennsylvania Zuschauer: 17.007 |

| 4. Mai 1975 | New York Islanders | 0:1 (0:0, 0:0, 0:1) Spielbericht Stand: 0:3 | Philadelphia Flyers Reggie Leach (40:30) | Nassau Veterans Memorial Coliseum, Uniondale, New York Zuschauer: 14.865 |

| 7. Mai 1975 | New York Islanders Ed Westfall (4:58) Gerry Hart (25:29) Ralph Stewart (32:49) Jude Drouin (61:53) | 4:3 n. V. (1:0, 2:2, 0:1, 1:0) Spielbericht Stand: 1:3 | Philadelphia Flyers Ross Lonsberry (37:24) Rick MacLeish (39:21) Rick MacLeish (44:48) | Nassau Veterans Memorial Coliseum, Uniondale, New York Zuschauer: 14.865 |

| 8. Mai 1975 | Philadelphia Flyers Bob Kelly (55:10) | 1:5 (0:1, 0:2, 1:2) Spielbericht Stand: 3:2 | New York Islanders Jean-Paul Parisé (14:19) Billy Harris (34:23) Jude Drouin (37:35) Bob Nystrom (50:52) Garry Howatt (58:23) | The Spectrum, Philadelphia, Pennsylvania Zuschauer: 17.077 |

| 11. Mai 1975 | New York Islanders Denis Potvin (36:15) Gerry Hart (43:42) | 2:1 (0:1, 1:0, 1:0) Spielbericht Stand: 3:3 | Philadelphia Flyers Ross Lonsberry (1:42) | Nassau Veterans Memorial Coliseum, Uniondale, New York Zuschauer: 14.865 |

| 13. Mai 1975 | Philadelphia Flyers Gary Dornhoefer (0:19) Rick MacLeish (2:27) Rick MacLeish (7:11) Rick MacLeish (58:52) | 4:1 (3:1, 0:0, 1:0) Spielbericht Stand: 4:3 | New York Islanders Jude Drouin (5:02) | The Spectrum, Philadelphia, Pennsylvania Zuschauer: 17.077 |

### (2) Buffalo Sabres – (3) Canadiens de Montréal
| 27. April 1975 | Buffalo Sabres Rick Martin (5:12) René Robert (11:22) Rick Dudley (18:07) Gilbert Perreault (38:15) Jim Lorentz (44:20) Danny Gare (64:42) | 6:5 n. V. (3:2, 1:2, 1:1, 1:0) Spielbericht Stand: 1:0 | Canadiens de Montréal Guy Lapointe (0:32) Guy Lafleur (18:29) Guy Lapointe (26:44) Yvan Cournoyer (30:57) Jacques Lemaire (59:36) | Buffalo Memorial Auditorium, Buffalo, New York Zuschauer: 15.863 |

| 29. April 1975 | Buffalo Sabres Don Luce (17:20) Jim Lorentz (29:53) Craig Ramsay (41:27) Danny Gare (59:50) | 4:2 (1:0, 1:1, 2:1) Spielbericht Stand: 2:0 | Canadiens de Montréal Yvon Lambert (31:22) Henri Richard (49:00) | Buffalo Memorial Auditorium, Buffalo, New York Zuschauer: 15.863 |

| 1. Mai 1975 | Canadiens de Montréal Pete Mahovlich (1:38) Guy Lafleur (18:56) Jacques Lemaire (37:33) Yvon Lambert (41:24) Doug Risebrough (48:51) Guy Lafleur (54:55) Guy Lafleur (55:22) | 7:0 (2:0, 1:0, 4:0) Spielbericht Stand: 1:2 | Buffalo Sabres | Forum de Montréal, Montréal, Québec Zuschauer: 17.160 |

| 3. Mai 1975 | Canadiens de Montréal Bob Gainey (7:59) Jacques Lemaire (19:21) Guy Lafleur (32:51) Yvon Lambert (35:30) Guy Lafleur (43:08) Yvon Lambert (46:34) Guy Lapointe (48:48) Glen Sather (57:52) | 8:2 (2:1, 2:0, 4:1) Spielbericht Stand: 2:2 | Buffalo Sabres Don Luce (6:42) Jerry Korab (50:28) | Forum de Montréal, Montréal, Québec Zuschauer: 18.453 |

| 6. Mai 1975 | Buffalo Sabres Craig Ramsay (2:18) Fred Stanfield (8:37) Gilbert Perreault (17:03) Craig Ramsay (54:35) René Robert (65:56) | 5:4 n. V. (3:2, 0:1, 1:1, 1:0) Spielbericht Stand: 3:2 | Canadiens de Montréal Jacques Lemaire (2:51) Yvan Cournoyer (19:53) Doug Risebrough (28:40) Jim Roberts (43:10) | Buffalo Memorial Auditorium, Buffalo, New York |

| 8. Mai 1975 | Canadiens de Montréal Pete Mahovlich (9:48) Guy Lafleur (48:05) Pete Mahovlich (58:55) | 3:4 (1:3, 0:1, 2:0) Spielbericht Stand: 2:4 | Buffalo Sabres Craig Ramsay (2:05) Rick Martin (8:51) Peter McNab (12:48) Jim Lorentz (29:33) | Forum de Montréal, Montréal, Québec Zuschauer: 18.125 |

## Stanley-Cup-Finale

### (1) Philadelphia Flyers – (2) Buffalo Sabres
| 15. Mai 1975 | Philadelphia Flyers Bill Barber (43:42) Ross Lonsberry (47:29) Bobby Clarke (51:41) Bill Barber (59:02) | 4:1 (0:0, 0:0, 4:1) Spielbericht Stand: 1:0 | Buffalo Sabres Rick Martin (51:07) | The Spectrum, Philadelphia, Pennsylvania Zuschauer: 17.007 |

| 18. Mai 1975 | Philadelphia Flyers Reggie Leach (28:24) Bobby Clarke (46:43) | 2:1 (0:0, 1:0, 1:1) Spielbericht Stand: 2:0 | Buffalo Sabres Jerry Korab (42:18) | The Spectrum, Philadelphia, Pennsylvania Zuschauer: 17.007 |

| 20. Mai 1975 | Buffalo Sabres Danny Gare (11:46) Rick Martin (12:03) Don Luce (20:29) Bill Hajt (49:56) René Robert (78:29) | 5:4 (2:3, 1:1, 1:0, 1:0) Spielbericht Stand: 1:2 | Philadelphia Flyers Gary Dornhoefer (0:39) Don Saleski (3:09) Rick MacLeish (14:13) Reggie Leach (34:30) | Buffalo Memorial Auditorium, Buffalo, New York Zuschauer: 15.863 |

| 22. Mai 1975 | Buffalo Sabres Jerry Korab (23:46) Gilbert Perreault (30:07) Jim Lorentz (35:07) Danny Gare (59:28) | 4:2 (0:1, 3:1, 1:0) Spielbericht Stand: 2:2 | Philadelphia Flyers André Dupont (11:28) Ross Lonsberry (24:20) | Buffalo Memorial Auditorium, Buffalo, New York Zuschauer: 15.863 |

| 25. Mai 1975 | Philadelphia Flyers Dave Schultz (3:12) Gary Dornhoefer (12:31) Bob Kelly (12:50) Reggie Leach (21:55) Dave Schultz (29:56) | 5:1 (3:0, 2:0, 0:1) Spielbericht Stand: 3:2 | Buffalo Sabres Don Luce (54:02) | The Spectrum, Philadelphia, Pennsylvania Zuschauer: 17.007 |

| 27. Mai 1975 | Buffalo Sabres | 0:2 (0:0, 0:0, 0:2) Spielbericht Stand: 2:4 | Philadelphia Flyers Bob Kelly (40:11) Bill Clement (57:13) | Buffalo Memorial Auditorium, Buffalo, New York Zuschauer: 15.863 |

### Stanley-Cup-Sieger
| Stanley-Cup-Sieger Philadelphia Flyers | Torhüter: Bernie Parent, Wayne Stephenson, Bobby Taylor Verteidiger: Tom Bladon, André Dupont, Larry Goodenough, Ted Harris, Ed Van Impe, Jimmy Watson, Joe Watson Angreifer: Bill Barber, Bobby Clarke (C), Bill Clement, Terry Crisp, Gary Dornhoefer, Bob Kelly, Orest Kindrachuk, Reggie Leach, Ross Lonsberry, Rick MacLeish, Don Saleski, Dave Schultz Cheftrainer: Fred Shero General Manager: Keith Allen |

## Beste Scorer
Abkürzungen: GP = Spiele, G = Tore, A = Assists, Pts = Punkte, +/− = Plus/Minus, PIM = Strafminuten; Fett: Bestwert
| Spieler           | Team         | GP | G  | A  | Pts | +/− | PIM |
| ----------------- | ------------ | -- | -- | -- | --- | --- | --- |
| Rick MacLeish     | Philadelphia | 17 | 11 | 9  | 20  | +17 | 8   |
| Guy Lafleur       | Montréal     | 11 | 12 | 7  | 19  | +6  | 15  |
| Jude Drouin       | NY Islanders | 17 | 6  | 12 | 18  | −4  | 6   |
| Jean-Paul Parisé  | NY Islanders | 17 | 8  | 8  | 16  | −3  | 20  |
| Pete Mahovlich    | Montréal     | 11 | 6  | 10 | 16  | +10 | 10  |
| Bobby Clarke      | Philadelphia | 17 | 4  | 12 | 16  | +6  | 16  |
| Rick Martin       | Buffalo      | 17 | 7  | 8  | 15  | −4  | 20  |
| Bill Barber       | Philadelphia | 17 | 6  | 9  | 15  | +6  | 8   |
| Gilbert Perreault | Buffalo      | 17 | 6  | 9  | 15  | −3  | 10  |
| Ed Westfall       | NY Islanders | 17 | 5  | 10 | 15  | +1  | 12  |

## Beste Torhüter
Die kombinierte Tabelle zeigt die jeweils drei besten Torhüter in den Kategorien Gegentorschnitt und Fangquote sowie die jeweils Führenden in den Kategorien Shutouts und Siege.
Abkürzungen: GP = Spiele, Min = Eiszeit (in Minuten), W = Siege, L = Niederlagen, GA = Gegentore, SO = Shutouts, Sv% = gehaltene Schüsse (in %), GAA = Gegentorschnitt; Fett: Bestwert; Sortiert nach Gegentorschnitt.
 Erfasst werden nur Torhüter mit 180 absolvierten Spielminuten.
| Spieler         | Team         | GP | Min    | W  | L | GA | SO | Sv%  | GAA  |
| --------------- | ------------ | -- | ------ | -- | - | -- | -- | ---- | ---- |
| Bernie Parent   | Philadelphia | 15 | 920:09 | 10 | 5 | 29 | 4  | 92,4 | 1,89 |
| Rogatien Vachon | Los Angeles  | 3  | 198:13 | 1  | 2 | 7  | 0  | 92,9 | 2,12 |
| Glenn Resch     | NY Islanders | 12 | 690:52 | 8  | 4 | 25 | 1  | 93,1 | 2,17 |